# Serhij Szewczuk (ur. 1990)
Serhij Anatolijowycz Szewczuk, ukr. Сергій Анатолійович Шевчук (ur. 21 września 1990 w Teofipolu w obwodzie chmielnickim) – ukraiński piłkarz, grający na pozycji napastnika.

## Kariera piłkarska

### Kariera klubowa
Wychowanek SDJuSzOR w Tarnopolu oraz Dynama Kijów. Występował w juniorskich mistrzostwach Ukrainy (DJuFL) w klubach SDJuSzOR Tarnopol, Dynamo Kijów i RWUFK Kijów. Karierę piłkarską rozpoczął 5 kwietnia 2007 w drugiej drużynie Dynama, a 10 kwietnia 2007 rozegrał pierwszy mecz w składzie Dynamo-3 Kijów. Występował również w rezerwowej drużynie Dynama. W lipcu 2010 został wypożyczony do Obołoni Kijów. 26 lipca 2013 przeszedł do Wołyni Łuck. Nie rozegrał żadnego meczu i podczas przerwy zimowej sezonu 2013/14 wyjechał do Litwy, gdzie został piłkarzem klubu Banga Gorżdy. Potem bronił barw FK Šiauliai i FK Trakai. W lutym 2016 przeniósł się do białoruskiego FK Witebsk, w którym grał do końca roku. W 2017 występował w FK Liepāja. 10 maja 2018 podpisał kontrakt z klubem Ahrobiznes Wołoczyska.

### Kariera reprezentacyjna
Występował w juniorskich reprezentacjach Ukrainy różnych kategorii wiekowych.

## Sukcesy i odznaczenia
Ukraina U-19
- mistrz Europy U-19: 2009

FK Liepāja
- zdobywca Pucharu Łotwy: 2017